# Halicampus nitidus
Halicampus nitidus är en fiskart som först beskrevs av Günther 1873.  Halicampus nitidus ingår i släktet Halicampus och familjen kantnålsfiskar. Inga underarter finns listade i Catalogue of Life.